# Cináed mac Conaing
Cináed mac Conaing (exécuté en 851) est un roi de Cnogba ( Knowth) dans la province de Brega de 849 à 851.

## Origine
La famille de Cináed, les Uí Chonaing, est une branche du Síl nÁedo Sláine, une des lignées dominantes des Uí Néill du Sud et elle contrôlait le petit royaume de Knowth.
Le chef de la lignée principale des Uí Néill du Sud,  le  Clan Cholmáin, Mael Seachnaill Ier mac Mael Ruanaid, était en outre Ard ri Erenn. Cináed devait par ailleurs faire face à son parent et voisin Tigernach mac Fócartai, roi de Lagore.

## Règne
Après avoir succédé à son père Conaing mac Flainn en 849, Cináed décide de s'allier avec les bandes de Viking du royaume de Dublin qui mettaient en coupe réglée la plaine centrale de l'Irlande. Selon les Annales d'Ulster, ses alliés et lui-même « pillaient Uí Néill du Sud de la Rivière Shannon à la mer » brûlant les églises et les établissements.
Cette activité est considérée comme une rébellion par Máel Sechnaill, mais sa véritable cible était sans doute son rival local Tigernach dont la place forte de Lagore est brûlée avec l'église voisine de Trevet. L'année suivante, les Chroniques d'Irlande  relèvent que Cináed est « cruellement exécuté par noyade » dans une piscine par Máel Sechnaill et Tigernach, sans doute lors d'une réunion car les annalistes ajoutent « en dépit des garanties données par les nobles d'Irlande, et le successeur de Patrick [i.e. (l'abbé d'Armagh] en particulier » .
Cináed a comme successeur son frère Flann mac Conaing. Selon les extraits d'une saga sans doute incorporés dans les Annales fragmentaires d'Irlande, le roi Amlaíb aurait épousé une fille de Cináed, et tué son frère Auisle à cause d'elle. Si cette épouse a bien existé, il n'est pas clairement spécifié qu'elle était bien la fille de ce Cináed, ou celle d'un homonyme comme le roi des Pictes Cináed mac Ailpín ou encore d'un roi Cináed inconnu.

## Sources
- (en) « The Annals of Ulster AD 431–1201 », CELT: Corpus of Electronic Texts, 2003 (consulté le 21 avril 2012)
- (en) Francis John Byrne, Irish Kings and High Kings. Four Courts Press réédition Dublin 2001.  (ISBN 1851821961)
- (en) Charles-Edwards, T. M., Early Christian Ireland. Cambridge: Cambridge University Press, 2000.  (ISBN 0-521-36395-0)
- (en) Alex Woolf, Pictland to Alba 789–1070. Edinburgh: Edinburgh University Press, 2007.  (ISBN 978-0-7486-2821-6)